# Coșoveni
Coșoveni là một xã thuộc hạt Dolj, România. Dân số thời điểm năm 2002 là 5083 người.